# Eriozona
Eriozona (лат.) — род мух-журчалок из подсемейства Syrphinae.

## Описание
Крупные мухи, с густо опушённым телом, похожие на шмелей (подрод Eriozona), или с короткоопушённым телом и широкоовальным окаймленным брюшком, с жёлтыми пятнами на втором тергите и жёлтыми перевязями на III—IV тергите (подрод Megasyrphus Dušek et Láska). Глаза в густых волосках.

## Биология
Мухи встречаются на опушках лественных и хвойных лесов, питаются на соцветиях зонтичных, тавлоги, спиреи, барбариса, смородины. Личинки Eriozona syrphoides были обнаружены на ели, питаются тлями рода Cinara.

## Систематика и распространение
В состав рода Eriozona входят 9 видов, относящиеся к двум подродам:
- Eriozona Schiner, 1860
  - Eriozona analis Kertesz, 1901 — Индия (Сикким), Непал, Китай (Тибет)[6]
  - Eriozona syrphoides  (Fallén, 1817) — Широко распространенный вид от Западной Европы до Дальнего Востока[7].
  - Eriozona nigroscutellata  (Shiraki, 1930). Тайвань[8]
  - Eriozona tricolorata  Huo, Ren & Zheng, 2007 — Китай (Шанси)[9].
- Megasyrphus Dusek et Laska, 1967
  - Eriozona alashayicus (Peck, 1974) — Китай (Гоби)[10]
  - Eriozona chinensis (Ho, 1987) — Китай[11].
  - Eriozona catalina  (Curran, 1830) — США (Аризона)[12].
  - Eriozona erratica  (Linnaeus, 1758) — Широко распространенный вид от Западной Европы до Дальнего Востока[7].
  - Eriozona laxus  (Osten-Sacken, 1927) — Распространен от Аляски, до Мексики[13]